# Smartwings Hungary

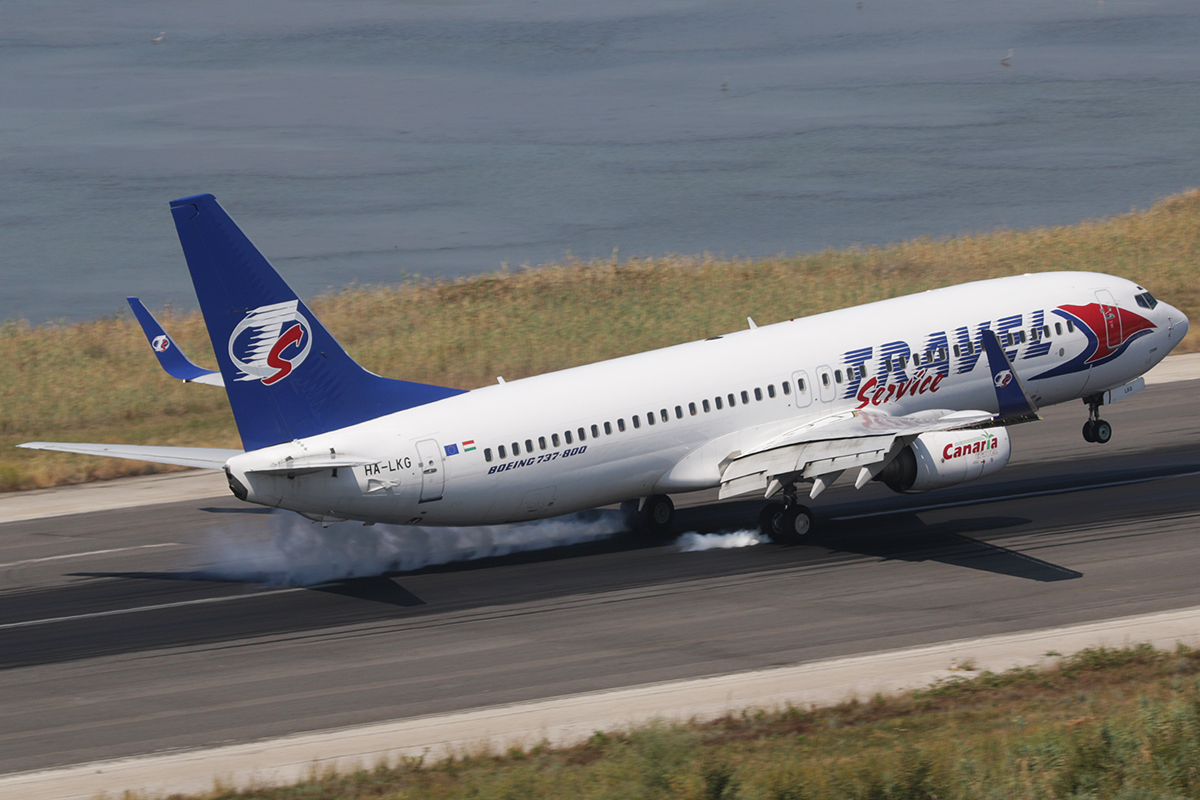
Boeing 737–800 Corfu szigetén landolás közben. (HA-LKG)

A Smartwings Hungary Kft. (korábban Travel Service Hungary) a Smartwings, Csehország legnagyobb magán légitársaságának magyarországi leányvállalata, amit 2001-ben alapítottak. Központja a budapesti Budapest Liszt Ferenc nemzetközi repülőtéren van.
A nyári szezonban átlagban 2 gép van szolgálatban, az egyiket a magyar leányvállalat biztosítja (HA-LKG), a másikat pedig az anyacégtől szokták áthozni. Télen csak egy gép szokott szolgálatot teljesíteni. Magyarországon a Smartwings Hungary az egyetlen olyan társaság, ami magyar lajstrommal használ Boeing 737-est. A légitársaság charter járatokat szokott kiszolgálni.

## Flotta
HA-LKG:  Az egyetlen gépe a leányvállalatnak, mely 2002 áprilisában lett legyártva, 2011 szeptemberében tették ide az anyavállalattól, mivel az akkor magyar lajstromban lévő gépeket (HA-LKE, HA-LKB) leselejtezték.

## Balesetek
- 1. 2018.03.23.: A Smartwings Tel Avivba induló járatának hátratoló (pushback) autója - eddig ismeretlen okokból - elkezdett füstölni. A gép - akkor már járó - hajtóművei pillanatok alatt beszippantották a füstöt, mely a klimatizáló berendezésen keresztül az utastérbe jutott, ahol pánik tört ki. Az utasokat a csúszdákon szállították ki a repülőgépből. Az esetben egy nő - a csúszdából kiesve - életét vesztette.
- 2. 2018.06.24.: A Travel Service Hungary Antalya (AYT) - Debrecen (DEB) járatát teljesítő HA-LKG lajstromú repülőgépnek nem sokkal felszállás után megrepedt a pilótafülkében a szélvédője, ezért kényszerleszállást hajtott végre Antalya repülőterén. Az utasokat másnap hozták haza, személyi sérülés nem történt.

## Volt Travel Service Hungary gépek
| MSN   | Típus          | első repülés (szűz repülés) dátuma | Szolgálata: kezdete | szolgálata: vége: | lajstrom | új légitársaság(ok) és lajstrom(ok)                                   |
| ----- | -------------- | ---------------------------------- | ------------------- | ----------------- | -------- | --------------------------------------------------------------------- |
| 24911 | Boeing 737-4Y0 | 1991.04.08.                        | 2001.03.23.         | 2004.03.01        | HA-LKA   | Travel Service OK-TVS, Lion Air PK-LIQ                                |
| 30294 | Boeing 737-86Q | 2004.03.06.                        | 2004.11.01.*        | 2008.05.29.*      | HA-LKB   | Travel Service OK-TVI                                                 |
| 30294 | Boeing 737-86Q | 2004.03.06.                        | 2009.10.26.*        | 2010.11.22.*      | HA-LKB   | Sunwing Airlines C-GRKB                                               |
| 30294 | Boeing 737-86Q | 2004.03.06.                        | 2011.05.12*         | 2011.10.31.*      | HA-LKB   | Sungwing Airlines C-GRKB                                              |
| 30294 | Boeing 737-86Q | 2004.03.06.                        | 2012.06.01.*        | 2012.11.12.       | HA-LKB   | Sungwing Airlines,Travel Service, Oman Air, AMC C-GRKB, OK-TVE,SU-BSA |
| 27985 | Boeing 737-8K5 | 2000.01.12.                        | 2008.06.01          | 2009.12.15.       | HA-LKD   | Canjet Airlines D-AHFl                                                |
| 27991 | Boeing 737-8K5 | 1999.03.31.                        | 2008.06.01.         | 2009.12.05.       | HA-LKC   | Canjet Airlines D-AHFK                                                |
| 30278 | Boeing 737-86Q | 2001.09.24.                        | 2010.03.25.         | 2014.05.06        | HA-LKE   | Jet2.com G-GDFY                                                       |

*: arra az időszakra Budapestről használták míg a kimaradt időben vagy visszatették az anyacégbe vagy pedig lízingbe adták a Sunwing Airlines-nak. Ennek köszönhető az, hogy négyszer van felsorolva a listán.